# حلا (ممثلة)
حلا (30 سبتمبر 1985 -)، مغنية وممثلة سعودية تعيش في الكويت. بدأت حياتها الفنية كمغنية في عام 2008، ثم اتجهت إلى التمثيل.

## حياتها
ولدت في الكويت لأب سعودي وأم أردنية من عائلة الكيلاني  تعلمت من جدتها اللبنانية حب الأغاني الطربية 
دخلت المعهد العالي للفنون المسرحية لصقل موهبتها
بدايتها بالتمثيل كانت صدفة، وانطلاقتها كانت كمطربة ولكن الإلحاح من الأهل والأصدقاء بتجربة حظها بالتمثيل جعلها تدخل مجال التمثيل فوفقت به. بداية أعمالها كانت مشاركتها في مسلسل «سارة» ومسلسل «قلوب حائرة» وفي «عيون الحب». متزوجة منذ العام 2013 وزوجها من خارج الوسط الفني 

## أعمالها

### في التلفزيون
- 2008: عقاب 2
- 2008: عيون الحب
- 2009: قلوب حائرة
- 2009: سارة
- 2010: أيام الفرج
- 2010: وعد لزام
- 2011: علمني كيف أنساك بدور دانة
- 2011: الملكة
- 2011: كل يوم سالفة
- 2012: غريب الدار بدور غنيمة وهي شابة
- 2012: شارع 90
- 2012: خادمة القوم
- 2012: كنة الشام وكناين الشامية بدور نورا
- 2012: مجموعة إنسان
- 2012: حلفت عمري
- 2013: نهاية غرام
- 2013: إلين اليوم
- 2014: مسكنك يوفي
- 2014: غريب بين أهله بدور نجمة
- 2015: لك يوم بدور حنين
- 2015: النور
- 2015: الحب الحلال بدور مها
- 2016: المحتالة بدور جمانة
- 2016: حكايات: حين آراك بدور مناير
- 2016: قلوب لا تتوب بدور جنان
- 2017: كان في كل زمان - قصة دير بالك على أخوك
- 2018: عزوتي بدور ساره
- 2018: التاسع من فبراير

### في المسرح
- 2015: كان يا ماكان بدور يوليندا
- 2017: الملكة
- 2017: ماما نانا
- 2018: الملك
- 2018: علاء الدين

### في الغناء
أول أغنية أصدرتها كانت هذا حبيبي، إبعد يا قلبي. شاركت بالغناء في ألبوم «كلمة ولحن 2» وذلك في أغنيتين، عام 2009 قدمت أغنية «سنغل» وهي باللهجة المصرية، اسمها «مجنوون» وهي أغنية من النوع السريع من كلمات الشاعر وليد الجمال وألحان وتوزيع حسام حمدي. كما قدمت أغنيتين بعنوان «ويلي» و«وطني» في عام 2015، وفي عام 2017 قدمت أغنية «من السعودية إلى الكويت».

## وصلات خارجية
- حلا على موقع قاعدة بيانات الأفلام العربية